# Jean-Paul Albinet
Jean-Paul Albinet es un artista contemporáneo francés, pintor, performer y escultor , nacido el año 1954 en Albi.
Estudió en la Escuela Superior de las Bellas Artes de Toulouse y posteriormente en la Escuela nacional superior de artes decorativas (fr:) de París (ENSAD).
Fue cofundador del grupo Untel con Philippe Cazal y Alain Snyers, con quienes realizó, de 1975 a 1980, acciones y performances en las calles de muchas localidades de Francia y participando en exposiciones de ámbito internacional. 